# Агент під прикриттям
«Агент під прикриттям» (англ. So Undercover) — американська комедія 2012 року режисера Тома Вона. Головні ролі виконують Майлі Сайрус і Джеремі Півен. В ролі сценаристів картини — Аллан Леб і Стівен Перл.
У США фільм вийшов 5 лютого 2013, але одразу на DVD. У кінотеатрах стрічку показали лише в 13 країнах світу, зокрема в Україні, де її прем'єра відбулась 10 січня 2013.

## Сюжет
Головна героїня Моллі — приватний детектив, найнятий ФБР для розслідування однієї важливої справи. Дівчина вирушає до коледжу, щоб під прикриттям потрапити у таємне жіноче товариство.

## У ролях
| Актор         | Персонаж                                |
| ------------- | --------------------------------------- |
| Майлі Сайрус  | Моллі Морріс (англ. Molly Morris)       |
| Джеремі Півен | Армон Ренфорд (англ. Armon Ranford)     |
| Майк О'Меллі  | Сем Морріс (англ. Sam Morris)           |
| Меґан Парк    | Коттон Робертс (англ. Cotton Roberts)   |
| Джошуа Боуман | Ніколас Декстер (англ. Nicholas Dexter) |
| Алексіс Напп  | Тейлор Джефф (англ. Taylor Jaffe)       |

## Критика
Фільм отримав загалом негативні відгуки: Rotten Tomatoes дав оцінку 6% на основі 16 відгуків від критиків (середня оцінка 3,8/10) і 52% від глядачів із середньою оцінкою 3,3/5 (6,931 голос).